# Denemarken op het Eurovisiesongfestival 1964
Denemarken nam deel aan het Eurovisiesongfestival 1964, dat na de Deense overwinning van 1963 plaatsvond in de eigen hoofdstad Kopenhagen. Het was de achtste deelname van het land op het Eurovisiesongfestival.

## Selectieprocedure
DR was verantwoordelijk voor de Deense bijdrage voor de editie van 1964. De selectie verliep via de jaarlijkse Dansk Melodi Grand Prix, die plaatsvond op 15 februari 1964, en werd gepresenteerd door Marianne Birkelund. Er werd gestemd via een jury en alleen de top 3 klasseringen werden bekendgemaakt. De winnaar van deze editie was Bjørn Tidmand met het lied Sangen om dig. Op het songfestival eindigde Tidman op eigen bodem op de negende plaats met vier punten.

### Uitslag
| Startplaats | Artiest                        | Lied                    | Plaats |
| ----------- | ------------------------------ | ----------------------- | ------ |
| 1           | Else & Preben Oxbøl            | "Mit privat Grand Prix" |        |
| 2           | Bjørn Tidmand                  | Sangen om dig           | 1      |
| 3           | Vivian & Berit                 | "Det er en forskel"     | 2      |
| 4           | Raquel Rastenni                | "Vi taler sammen sprog" |        |
| 5           | Otto Brandenburg               | "Stress"                |        |
| 6           | Grethe Mogensen                | "Nattens melodi"        |        |
| 7           | Gustav Winckler & Grethe Sønck | "Ugler i mosen"         |        |
| 8           | Dario Campeotto                | "Shangri-la"            | 3      |
| 9           | Grethe Thordal & Fredrik       | "Polka i Grand Prix"    |        |

1957 · 1958 · 1959 · 1960 · 1961 · 1962 · 1963 · 1964 · 1965 · 1966 · 1967-1977 · 1978 · 1979 · 1980 · 1981 · 1982 · 1983 · 1984 · 1985 · 1986 · 1987 · 1988 · 1989 · 1990 · 1991 · 1992 · 1993 · 1994 · 1995 · 1996 · 1997 · 1998 · 1999 · 2000 · 2001 · 2002 · 2003 · 2004 · 2005 · 2006 · 2007 · 2008 · 2009 · 2010 · 2011 · 2012 · 2013 · 2014 · 2015 · 2016 · 2017 · 2018 · 2019 · 2020 · 2021 · 2022 · 2023 · 2024 · 2025